# 阿罗本
阿罗本（Alopen Abraham），是有历史记载最早到达中国的景教主教。阿罗本是东方亞述教会（基督教聂斯托利派）派往中国的使者。在那段时期，唐朝欢迎各种外国人，叙利亚基督教教徒、突厥人到萨珊王国的波斯人。
唐代贞观九年（635年），大德（主教）阿罗本率聂斯脱里派传教团从波斯抵达唐朝首都长安。唐太宗命唐朝宰相房玄龄到长安西郊迎接传教团，并亲自会见了阿罗本主教。唐贞观十二年（638年），景教为唐朝所认可，唐朝政府资助其在长安义宁坊修建寺院（教堂）。唐高宗年间，阿罗本被奉为镇国大法主。
虽然当时的皇帝唐太宗欢迎并资助阿罗本主教建立教堂，但他并不信仰景教，和大多数中国人一样，他是一个虔诚的佛教徒及道教徒。景教最终在唐朝灭亡后衰落，但是却於中世纪經中亚契丹人（西辽）和中国元朝得到了兴起。